# Vierge consolatrice
Vierge consolatrice est un tableau réalisé en 1877 par le peintre français William Bouguereau. De format vertical, cette huile sur toile est une peinture chrétienne qui représente Marie levant les yeux et les mains vers le Ciel alors qu'une jeune femme à genoux à côté d'elle pleure sur ses cuisses la mort d'un petit garçon, étendu nu dans l'angle inférieur droit de la composition. Exposée au Salon l'année de sa création, l'œuvre fait partie des collections du musée d'Orsay, à Paris. Elle se trouve depuis 1982 en dépôt au musée des beaux-arts de Strasbourg, à Strasbourg, dans le Bas-Rhin.